# Mesoregione di Borborema
Borborema è una mesoregione dello Stato di Paraíba in Brasile.

## Microregioni
È suddivisa in 4 microregioni:
- Cariri Ocidental
- Cariri Oriental
- Seridó Ocidental Paraibano
- Seridó Oriental Paraibano